# American Steel
American Steel is een Amerikaanse punkband opgericht in 1995 in Oakland, Californië. De naam komt van een reclamebord bij een pakhuis aan de overkant van de straat dat zichtbaar was toen de band zijn eerste show speelde. 

## Geschiedenis
Na het spelen op feesten en kleinere locaties in de Bay Area voor meer dan een jaar, en na diverse veranderingen in de formatie, kochten de bandleden een busje en begonnen ze aan hun eerste tour. Na de terugkomst begon de band met het opnemen van het gelijknamige debuutalbum, dat zou worden uitgegeven door New Disorder Records.
In het voorjaar van 1999 tekende American Steel een contract bij Lookout! Records en gaf het tweede studioalbum Rogue's March uit in oktober 1999. Het opnameproces verliep in verschillende stappen, als gevolg van de ziekte van gitarist Ryan, die was gediagnosticeerd met leukemie. Het derde studioalbum Jagged Thoughts volgde in 2001.
In 2002 werd de band opgeheven en gingen de bandleden door in de nieuwe punkband Communiqué, die een andere stijl had die niet bij American Steel paste. American Steel kwam in 2007 echter weer bij elkaar en tekende een contract bij Fat Wreck Chords. Vervolgens werd het studioalbum Destroy Their Future via dit label uitgebracht op 2 oktober 2007. In maart 2009 werd bekend gemaakt dat er gewerkt werd aan de opnames voor een nieuw album dat via Fat Wreck Chords uitgegeven zou worden, getiteld Dear Friends and Gentle Hearts. Dit album werd uitgebracht op 21 juli 2009.

## Leden
- Rory Henderson - zang, gitaar
- Ryan Massey - gitaar, zang
- John Peck - basgitaar, zang
- Scott Healy - drums

## Discografie

### Studioalbums
- American Steel (1998, New Disorder Records)
- Rogue's March (1999, Lookout! Records)
- Jagged Thoughts (2001, Lookout! Records)
- Destroy Their Future (2007, Fat Wreck Records)
- Dear Friends and Gentle Hearts (2009, Fat Wreck Records)

### Singles en ep's
- Hope Wanted (1996, New Disorder Records)
- Every New Morning (1998, Cheetah Records)
- Fat Club #2 (2000, Fat Wreck Chords)
- State of Grace (2019, Fat Wreck Chords)